# Trip.com Group
Trip.com Group Limited (en chino: 携程集团, Ctrip.com International) es un proveedor chino de servicios de viaje que incluyen reserva de alojamiento, transporte, visitas y administración de viajes corporativos. Fundada en 1999, la compañía también es propietaria de marcas como Trip.com, Skyscanner, Qunar, Travix y Ctrip, todas ellas agencias de viaje en línea.

## Historia
Con sede en Shanghái Ctrip fue fundado por James Liang, Neil Shen, Min Seguidor y Ji Qi en 1999. Fue incluida en el índice NASDAQ en 2003 en una oferta dirigida por Merrill Lynch que recaudó $75 millones y se apreció en la misma jornada un 86%, cerrando el primer día de cotización en $33.94. 
En 2006, aproximadamente un 70% de las ventas de Ctrip provinieron de cuatro únicas ciudades de China: Pekín, Cantón, Shanghái y Shenzhen.

## Consolidación
En 2006, Liang estudió con Bloomberg la posibilidad de comprar compañías de viaje en otros mercados asiáticos como Hong Kong y Corea del Sur. El primer acuerdo llegó con la empresa taiwanesa ezTravel para ofrecer viajes en línea y habitaciones de hotel a turistas chinos en Taiwán. En noviembre de 2016, Ctrip adquirió el sitio de viajes escocés Skyscanner.
Ctrip se ha caracterizado por su taylorismo aplicado al análisis riguroso de datos. Un ejemplo de este interés por el análisis y la prueba controlada aleatorizada llevó a Ctrip a hacer un experimento con 242 empleados. Dirigido por profesores de la Universidad Stanford y la Universidad de Pekín, el experimento demostró que los empleados aleatoriamente asignados para trabajar en casa durante 9 meses aumentaron su producción en un 13,5% frente al grupo control, y sus costes de facturación cayeron hasta un 50%. Añadiendo el ahorro en espacio de la oficina, el teletrabajo redujo costes de manera sustancial, motivando a Ctrip para aplicar esta práctica en toda la empresa.